# 1968年メキシコシティーオリンピックの西ドイツ選手団
1968年メキシコシティーオリンピックの西ドイツ選手団（1968ねんメキシコシティーオリンピックのにしドイツせんしゅだん）は、1968年10月12日から10月27日にかけてメキシコの首都メキシコシティーで開催された1968年メキシコシティーオリンピックの西ドイツ選手団、およびその競技結果。

## 概要
今大会は金メダル5個、銀メダル11個、銅メダル10個の合計26個のメダルを獲得した。

## メダル
| メダル | 選手名                                                                                      | 競技   | 種目                  |
| ------ | ------------------------------------------------------------------------------------------- | ------ | --------------------- |
| 金     | イングリット・ベッカー                                                                      | 陸上   | 女子五種競技          |
| 銀     | ゲルハルト・ヘンニゲ                                                                        | 陸上   | 男子400mハードル      |
| 銀     | クラウス・シプロウスキー                                                                    | 陸上   | 男子棒高跳            |
| 銀     | ハンス・ヨアヒム・ヴァルデ                                                                  | 陸上   | 男子十種競技          |
| 銀     | リーゼル・ヴェステルマン                                                                    | 陸上   | 女子円盤投            |
| 銀     | カール・リンク ウド・ヘンペル カールハインツ・ヘンリッヒス ユルゲン・キスナー               | 自転車 | 男子4000m団体追い抜き |
| 銅     | ボド・テュムラー                                                                            | 陸上   | 男子1500m             |
| 銅     | ヘルマー・ミュラー マンフレート・キンダー ゲルハルト・ヘンニゲ マルティン・イェリングハウス | 陸上   | 男子4×400mリレー      |
| 銅     | クルト・ベントリン                                                                          | 陸上   | 男子十種競技          |